# Admiralteysky (huyện)
Huyện Admiralteysky (tiếng Nga: ? райо́н) là một huyện hành chính tự quản (raion), của Sankt-Peterburg, Nga. Huyện có diện tích 4262 kilômét vuông. Trung tâm của huyện đóng ở ?.